# Conophytum obscurum
Conophytum obscurum es una especie de planta suculenta perteneciente a la familia de las aizoáceas.  Es originaria de Sudáfrica.

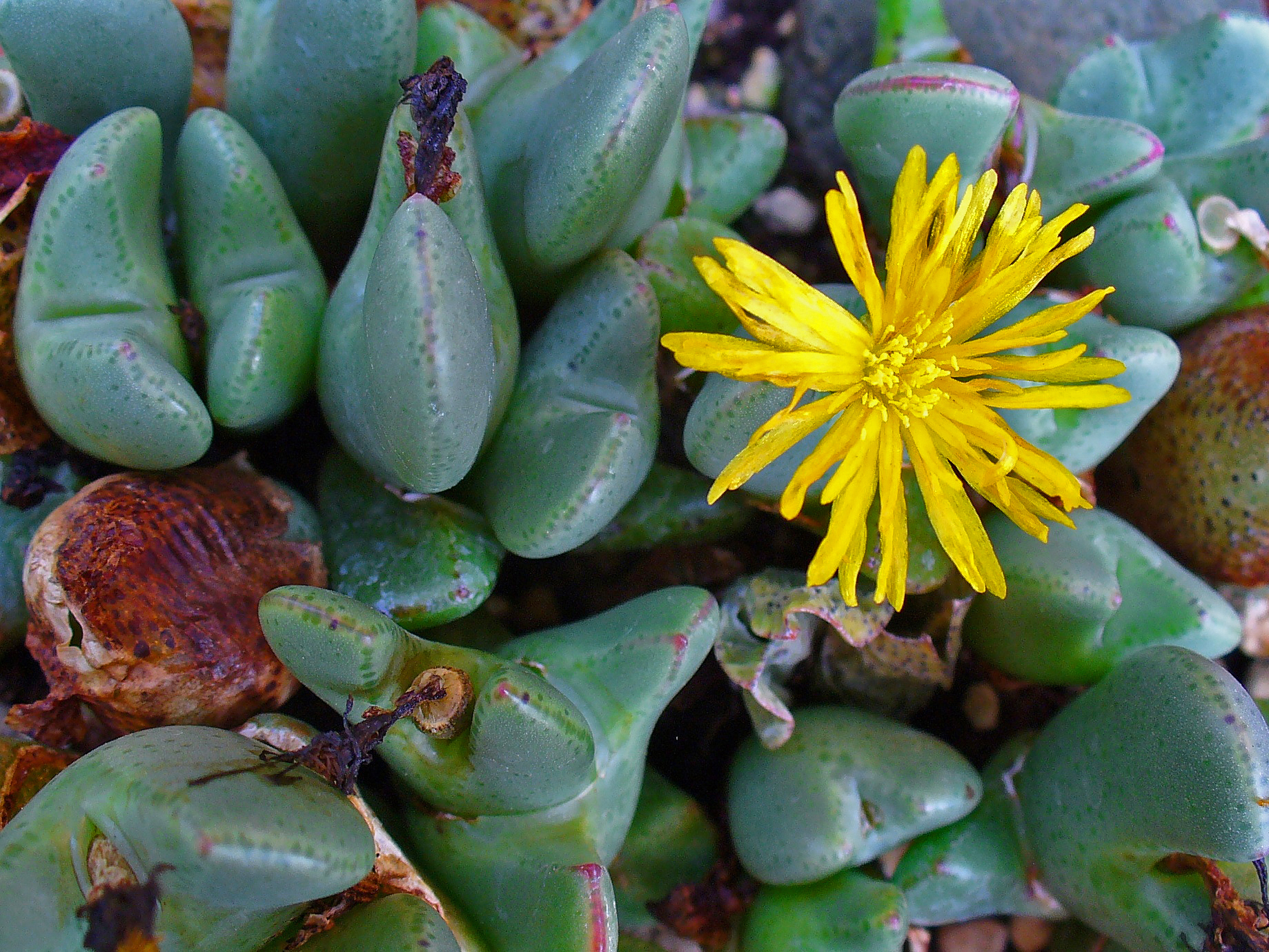
Detalle de planta en flor

## Descripción
Es una pequeña planta suculenta perennifolia de pequeño tamaño que alcanza los 3 cm de altura a una altitud de  750 - 1000  metros en Sudáfrica.
Está formada por pequeños cuerpos carnosos que forman grupos compactos de hojas casi esféricas, soldadas hasta el punto de que sólo una muy pequeña diferencia separan a las dos hojas. En la naturaleza, los grupos de hojas se esconden entre las rocas y en las grietas, que retienen depósitos apreciable de arcilla y arena.

## Taxonomía
Conophytum obscurum fue descrita por  N.E.Br. y publicado en Gard. Chron. 1927, Ser. III. lxxxi. 53.
Etimología
Conophytum: nombre genérico que deriva de las palabras griegas: κωνος (cono) = "cono" y φυτόν (phyton) = "planta".
obscurum: epíteto latino que significa "oscura, oculta".
Sinonimia
- Conophytum obscurum subsp. obscurum
- Conophytum indutum L.Bolus (1964)
- Conophytum pulchellum Tischer (1959)
- Conophytum clavatum L.Bolus (1964)[3][4]